# Кристенсен, Джон
Джон Хансен Кристенсен (англ. John Hansen Christensen, 29 апреля 1948, Крайстчёрч, Новая Зеландия) — новозеландский хоккеист (хоккей на траве), нападающий. Олимпийский чемпион 1976 года.

## Биография
Джон Кристенсен родился 29 апреля 1948 года в новозеландском городе Крайстчёрч.
Играл в хоккей на траве за «Юнивёрсити оф Кентербери» из Крайстчёрча.
В 1968 году вошёл в состав сборной Новой Зеландии по хоккею на траве на Олимпийских играх в Мехико, занявшей 7-е место. Играл на позиции нападающего, провёл 8 матчей, забил 1 мяч в ворота сборной Мексики.
В 1972 году вошёл в состав сборной Новой Зеландии по хоккею на траве на Олимпийских играх в Мюнхене, занявшей 9-е место. Играл на позиции нападающего, провёл 4 матча, мячей не забивал.
В 1973 году в составе сборной Новой Зеландии участвовал в чемпионате мира в Амстелвене.
В 1976 году вошёл в состав сборной Новой Зеландии по хоккею на траве на Олимпийских играх в Монреале и завоевал золотую медаль. Играл на позиции нападающего, провёл 7 матчей, мячей не забивал.
По окончании игровой карьеры работал тренером. На протяжении многих лет тренировал старшую команду «Редклиффс», затем работал с «Кентербери», а затем стал селекционером сборной Новой Зеландии. Участвовал в Играх Содружества 2006 года в Мельбурне в качестве ассистента тренера сборной Новой Зеландии.

## Увековечение
В 1990 году в составе сборной Новой Зеландии, выигравшей Олимпиаду, введён в Новозеландский спортивный Зал славы.